# مباريات الشطرنج
مباريات الشطرنج (بالإنجليزية: chessgames) هو موقع يحتوى على قاعدة بيانات لمباريات الشطرنج ويعتبر مجتمعا للشطرنج على الانترنيت إذ يبلغ عدد المسجلين به أكثر من 210 ألف مستخدم ، ويغطي الموقع أزيد من 740 ألف مباراة شطرنج حيث لكل مباراة صفحتها الخاصة أين يتم التعليق عليها وتحليلها من قبل المستخدمين، وتوضع المباريات في الموقع على أساس أن أحد اللاعبين أستاذ شطرنج على الأقل حيث غطى الموقع في بدايته المباريات القديمة المشهورة ثم حدث القاعدة لتشمل تغطية بطولة اللاعبين المحترفين الحالية.
العضوية الأساسية مجانية والموقع مفتوح لجميع اللاعبين باختلاف مستوياتهم مع ميزات إضافية للعضوية المميزة، والغاية الأساسية من الموقع هو تقديم تحليلات واستشارات ومناقشات لجميع المباريات.

## راوبط خارجية
الموقع الرسمي